# Ponte Vecchio (Cesena)
Pour les articles homonymes, voir Ponte Vecchio (homonymie).
Le Ponte Vecchio, ou Ponte Clemente, est le plus ancien pont de Cesena, en Émilie-Romagne, et est aussi l'un des symboles de la ville. Le pont traverse le fleuve Savio, dans l'un des points les plus étroits de la cité.

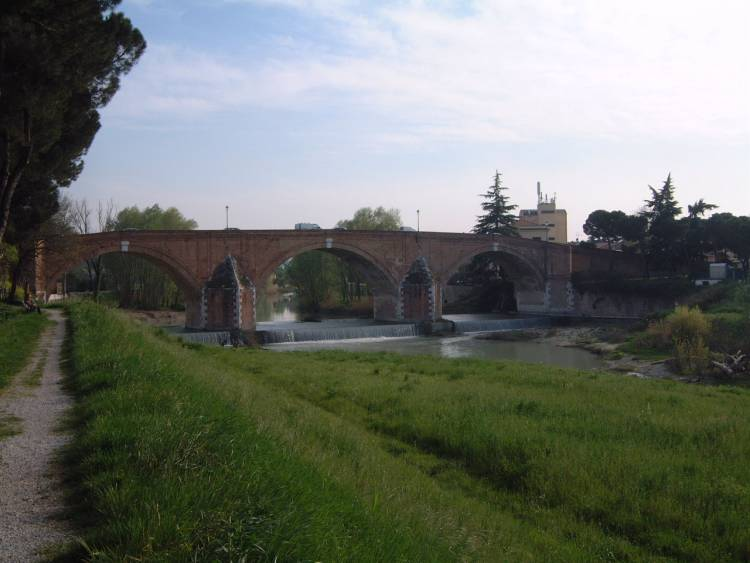
Le Ponte vecchio

## Histoire
Le tracé original de la Via Aemilia, sous l'empire romain, traversait le fleuve Savio avec un pont en bois qui devait se trouver à peu près à l'endroit de l'actuel Ponte Vecchio.
Effondré à plusieurs reprises et toujours reconstruit, le pont romain a finalement été remplacé par un pont de pierre, construit un peu en aval par la volonté d'Andrea Malatesta, puis complété par la suite par Domenico Malatesta Novello.
Au cours des XVIe et XVIIe siècles, ce pont a été endommagé à plusieurs reprises par les crues du Savio. Il a fini par s'écrouler en 1684 et a dû être remplacé par un pont en bois provisoire, afin de ne pas entraver la circulation entre les deux rives. Mais, celui-ci a été emporté par une nouvelle crue en 1727.
En 1733, à la demande du pape Clément XII et sous la direction de Domenico Cipriani, a commencé la construction d'un nouveau pont de pierre qui prit le nom du souverain pontife, Ponte Clemente. Il avait, selon le projet de l'architecte, un aspect assez différent du pont que nous connaissons aujourd'hui. Mais les péripéties ne sont pas encore terminées, car, assez rapidement, la construction du pont fut interrompue.
Les travaux ont finalement repris en 1766, sur un nouveau projet de Pietro Carlo Borboni, approuvé par Ferdinando Fuga et Luigi Vanvitelli.
En 1773, le pont apparait dans les formes que nous lui connaissons de nos jours, mais ce n'est qu'en 1779 que le chantier peut être considéré comme définitivement achevé.
L'ouverture d'une nouvelle voie de contournement, en 1816, n'affecte pas la situation privilégiée du Ponte Vecchio, mais simplement le trafic en provenance de Forlì se trouve détourné à partir du Ponte di San Martino, à présent Via Canonico Lugaresi.
Ce sont la construction du Ponte del Risorgimento (1914) et l'ouverture de la Via Cesare Battisti, en 1921, qui vont changer l'histoire du pont : « Clemente » est devenu « Vecchio » pour le distinguer du nouveau pont et le trafic s'est déplacé toujours plus vers ce dernier.
Enfin, pendant la Seconde Guerre mondiale, quand les Allemands ont quitté Cesena lors de la libération de la ville (20 octobre 1944), ils ont fait sauter la partie centrale du pont, mais celle-ci a été immédiatement reconstruite.

## Architecture
Pour prévenir le danger des fréquentes crues du Savio qui avaient endommagé les précédents ouvrages, l’architecte construisit sur une base solide, de chaque côté, les deux énormes piliers supportant les trois arches, afin d'atténuer l’intensité du courant. Chacune des extrémités comporte deux piliers en brique et pierre d’Istrie décorés d’armoiries et de plaques commémoratives, et portant la date de 1673.
Les piliers situés à l'ouest présentent, à droite, une plaque commémorative dédiée au cardinal Vittorio Borromeo, légat du pape en Romagne dans les années de la construction du pont ; à gauche deux inscriptions : l'une pour le pape Pie VI, avec les armoiries pontificales, l'autre pour les cardinaux Neri Corsini et Francesco Maria Sforza Pallavicino.
Les piliers orientaux présentent, à droite, une plaque dédiée à Clément XIV, le pape en fonction en 1773, ainsi qu'un blason de la ville ; la plaque sur le pilier gauche rend hommage à Clément XII, qui fut à l'initiative de la reconstruction du pont et auquel celui-ci est dédié.

## Sources
- (it) Cet article est partiellement ou en totalité issu de l’article de Wikipédia en italien intitulé « Ponte Vecchio (Cesena) » (voir la liste des auteurs).